# Нестор (Засс)
Епископ Нестор (в миру Николай Павлович Засс; 20 декабря 1825, Архангельск — 30 июня 1882, Берингово море) — епископ Русской православной церкви, епископ Алеутский и Аляскинский.

## Биография
Родился в 1826 году в дворянской семье. 20 мая 1832 года определён в морскую роту Александровского кадетского корпуса. 31 января 1836 года переведён в морской кадетский корпус. 10 января 1842 года произведён в гардемарина. С 9 августа 1844 года — мичман; с 6 декабря 1849 года — лейтенант. 15 ноября 1850 года по болезни уволен со службы.
26 ноября 1853 года поступил послушником в Бахчисарайский Успенский монастырь. В 1854 году пострижен во монашество и 22 июня рукоположен во иеродиакона, а 3 июля 1855 года — во иеромонаха. В Крымскую кампанию Нестор находился при военных госпиталях, а с 1857 по 1864 год плавал на судах российских эскадр в Средиземном море и к берегам Америки.
18 ноября 1866 года назначен настоятелем Александро-Невской православной церкви в городе По. 29 октября 1878 года возведён в сан архимандрита. 2 декабря 1878 года избран на епископство Алеутское. 17 декабря хиротонисан во епископа Алеутского и Аляскинского. В 1879 году прибыл в Сан-Франциско.
Хотя у него не было формального богословского образования, он был одарённым администратором; при его свободном владении английским он успешно служил в Северной Америке. Во время его правления начался перевод Евангелия на язык эскимосов. Активно объезжал свою обширную епархию, следя за состояния церкви на Аляске. 30 июня 1882 года, возвращаясь на пароходе из Сан-Франциско, при совершенно тихой погоде внезапно упал с пароходной палубы в море и утонул (по другим данным, был убит на пароходе неизвестными злоумышленниками и брошен в море). Тело его найдено впоследствии и погребено близ церкви (по другим данным, внутри церкви) на острове Уналашка.